# Антонинов, Василий Петрович
Василий Петрович Антонинов (1864 — не ранее 1918) — ректор Благовещенской духовной семинарии, действительный статский советник.

## Биография
Родился в семье священника. Окончил 4 курса Казанской духовной академии (1888).
С 5 ноября 1888 года надзиратель за учениками и преподаватель русского и церковнославянского языков в Екатеринбургском духовном училище. Одновременно преподаватель словесности и заведующий библиотекой в Екатеринбургском епархиальном женском училище, делопроизводитель Екатеринбургского епархиального комитета Православного миссионерского общества (1892—1897), коллежский секретарь (1894), титулярный советник (1895), коллежский асессор, член Братства во имя Симеона Верхотурского (1896).
С 1 мая 1897 года помощник секретаря совета и Правления Казанской духовной академии. Кандидат богословия (1898), надворный советник (1899).
С 31 августа 1900 года помощник смотрителя и с 1904 года смотритель Екатеринбургского духовного училища.
Цензор газеты «Урал», член Екатеринбургского комитета Российского общества Красного Креста (1902—1905), коллежский советник (1904).
С 15 января 1905 года инспектор Благовещенской духовной семинарии, затем её ректор, редактор «Благовещенских епархиальных ведомостей», член Благовещенского епархиального училищного совета и Благовещенского комитета Православного миссионерского общества (1906—1907), член совета Братства Пресвятыя Богородицы (1907).
Владивостокский епархиальный наблюдатель церковно-приходских школ, член епархиального училищного совета, статский советник (1908), действительный член Камчатского братства с правом ношения братского креста 4-й степени (1912), член Владивостокского епархиального миссионерского совета (1914), действительный статский советник (1915).
В 1917—1918 годах член Поместного собора Православной российской церкви, участвовал во всех трёх сессиях, по избранию как мирянин от Владивостокской епархии, секретарь XIV и член II, III, V, XIII Отделов.

## Награды
- Орден Святого Станислава 3-й степени (за отлично усердную и полезную службу, 6 мая 1900 года).
- Орден Святой Анны 3-й степени (за отлично усердную службу и особые труды, 6 мая 1905 года).
- Орден Святой Анны 2-й степени (6 мая 1909 года).
- Орден Святого Владимира 4-й степени (6 мая 1913 года).
- Серебряная медаль в память в память в Бозе почившего государя императора Александра III.
- Серебряная медаль в память участия в деятельности Красного Креста во время Русско-японской войне (18 мая 1906 года).
- Серебряная медаль в память 25-летия церковных школ.
- Золотая медаль Приморского общества сельского хозяйства за отличную постановку обучения в церковно-приходских школах Владивостокского отделения училищного совета (26 сентября 1913 года)